# Prix Gémeaux de la meilleure série dramatique
Le Prix Gémeaux de la meilleure série dramatique  est une récompense télévisuelle remise par l'Académie canadienne du cinéma et de la télévision depuis 1987.

## Lauréats
- 1987 - Le Temps d'une paix
- 1988 - Des dames de cœur
- 1989 - Lance et compte : Troisième saison
- 1990 - L'Héritage
- 1991 - Les Filles de Caleb
- 1992 - Bombardier
- 1993 - Scoop II
- 1994 - Blanche
- 1995 - Scoop IV
- 1996 - Omertà - La loi du silence
- 1997 - Cher Olivier
- 1998 - Omertà II - La loi du silence
- 1999 - Omertà III - Le dernier des hommes d'honneur
- 2000 - Chartrand et Simonne
- 2001 - Fortier
- 2002 - La Vie, la vie
- 2003 - Fortier
- 2004 - Grande Ourse
- 2005 - L'héritière de Grande Ourse
- 2006 - Minuit, le soir
- 2007 - Minuit, le soir
- 2008 - Les Lavigueur, la vraie histoire
- 2009 - Les Invincibles
- 2010 - Aveux
- 2011 - 19-2
- 2012 - Apparences
- 2013 - 19-2
- 2014 - Mensonges
- 2015 - 19-2
- 2016 - Les pays d'en haut
- 2017 - Feux
- 2018 - Plan B
- 2019 - Plan B
- 2024 - Plan B